# Parma (Idaho)
Pour les articles homonymes, voir Parma.
Parma est une ville américaine située dans le comté de Canyon en Idaho.
Selon le recensement de 2010, Parma compte 1 983 habitants. La municipalité s'étend sur 1,11 mille carré (2,87 km2), dont 1,1 mille carré (2,85 km2) de terres.